# Anagallis doerfleri
Anagallis doerfleri är en viveväxtart som beskrevs av Karl Carl Ronniger. Anagallis doerfleri ingår i släktet Anagallis och familjen viveväxter. Inga underarter finns listade i Catalogue of Life.